# Promachus leucopygus
Promachus leucopygus är en tvåvingeart som först beskrevs av Walker 1857.  Promachus leucopygus ingår i släktet Promachus och familjen rovflugor. Inga underarter finns listade i Catalogue of Life.